# Molloy (novela)
Molloy es una novela de Samuel Beckett publicada en 1951. La traducción al inglés es del propio Beckett y de Patrick Bowles. La primera edición en español es de 1961.

## Estructura
Molloy es el primer volumen de la "La Trilogía" de novelas, que continúa con Malone muere y El Innombrable; escritas en París entre 1946 y 1950.
Presenta dos partes diferenciadas, centradas en dos personajes diferentes: Molloy y Moran. Ambos se expresan con monólogos interiores en el libro. A medida que la historia se desarrolla, los dos personajes se distinguen solo por su nombre, del mismo modo que sus experiencias y pensamientos son, como mínimo, similares. La novela está ambientada en un lugar indeterminado, reconocido frecuentemente como la Irlanda nativa de Beckett.
"La Trilogía" es generalmente considerada como una de las obras literarias más importantes del Siglo XX, y la obra más importante no dramática en la obra de Beckett.

## Resumen de la trama
La trama, lo poco que de ella hay, se revela en el curso de los dos monólogos interiores que componen el libro. El primer monólogo se divide en dos apartados. El primer párrafo es menos de una página; el segundo párrafo tiene una duración de más de ochenta páginas.
La primera es de un vagabundo llamado Molloy, que ahora vive "en el cuarto de su madre" y escribe acerca de "las cosas que aún le quedan, despedirse, terminar de morirse de una vez.". Describe un viaje que había comenzado tiempo atrás, antes de llegar allí, para encontrar a su madre. Pasa gran parte del trayecto en su bicicleta, es detenido por descansar de una manera que se considera lasciva, pero es liberado sin ceremonias. De pueblo en pueblo a través de territorios campestres anónimos, se encuentra con una sucesión de personajes extraños: un anciano con un bastón, un policía, un trabajador de la caridad, una mujer cuyo perro mata atropellado con la bici (el nombre de la mujer nunca es determinado completamente: "la señora Loy... o Lousse, ya no me acuerdo, un nombre de pila que sonaba como Sofía"), y otra de quien se enamora ("Ruth" o quizá "Edith"); Abandona su bicicleta (a la que él no llama "bici"), camina sin rumbo, encontrando a "un joven viejo", un carbonero que vive en el bosque, a quien asesina con un fuerte golpe en la cabeza y, finalmente, un personaje que lo lleva adentro, al cuarto.
El segundo es un detective privado con el nombre de Jacques Moran, que es encargado por su jefe, el misterioso Youdi, de localizar a Molloy. Inicia la búsqueda, llevando con él a su hijo recalcitrante, también llamado Jacques. Vagan por los campos, cada vez más afectados por el clima, la disminución de los suministros de alimentos y de repente el cuerpo de Moran falla. Envía a su hijo a comprar una bicicleta y mientras su hijo se ha ido, Moran se encuentra con un hombre extraño que aparece delante de él. Moran le asesina (de forma comparable a Molloy), y luego esconde su cuerpo en el bosque. Finalmente, el hijo desaparece, y lucha por regresar a casa. En este punto de la obra, Moran comienza a plantear varias preguntas teológicas extrañas, que hacen que parezca que se está volviendo loco. Tras regresar a su casa, ahora en un estado de confusión y abandono, Moran pasa a hablar de su estado actual. Ha empezado a usar muletas, del mismo modo que Molloy al principio de la novela. También una voz, que ha aparecido de forma intermitente a lo largo de su parte del texto, ha comenzado a informar de manera significativa de sus acciones. 
Moran abandona la realidad, comenzando a descender al mando de esa "voz" que marca la creación de Molloy.
Debido a la sucesión del libro de la primera a la segunda parte, el lector es llevado a creer que el tiempo pasa del mismo modo, sin embargo, algunos lectores creen que la segunda parte es la precuela de la primera.

## Personajes de Molloy
Molloy es un vagabundo, actualmente postrado en la cama, parece ser un veterano en la vagancia, pareciendo que "para el que no tiene nada no está prohibido saborear la suciedad". Es sorprendentemente bien educado, había estudiado geografía, entre otras cosas, y parece saber algo del "viejo Geulincx". Tiene una serie de hábitos extraños, entre ellos chupar guijarros, descrito por Beckett en un pasaje enorme e infame, y también tener una extraña y morboso apego a su madre (que puede estar o no muerta).
Moran es un detective privado, con un ama de casa, Marta, y su hijo, Jacques, a los que trata con desprecio. Es pedante y extremadamente ordenado, en pos de la tarea impuesta aplicando la lógica, hasta el punto del absurdo, expresando el temor de que su hijo le sorprenda masturbándose y con una disciplina extrema. También muestra un respeto sincero por la iglesia y sus deferencias con el sacerdote local, tal vez indicativo de la percepción de las actitudes de Beckett en Irlanda. A medida que la novela avanza, su cuerpo comienza a fallar sin razón aparente o especificada, un hecho que le sorprende, y su mente comienza a disminuir hasta el punto de la locura. Esta similitud en declive físico y mental conduce a los lectores a creer que Molloy y Moran muestran dos facetas de la misma personalidad, o que la sección narrada por Molloy está en realidad escrita por Moran.

## Alusiones/referencias a otras obras
Molloy incluye referencias a otras obras del propio Beckett, en especial mediante los personajes, que son citados como personajes de ficción de la misma manera por Molloy y Moran: "Oh, las historias que podría contar si fuera fácil. ¡Qué gentuza en mi cabeza, lo que es una galería de moribundos. Murphy, Watt, Yerk, Mercier y todos los demás. " (Parte II)
Las imágenes dantescas están presentes en toda la novela, como en la mayoría de la obra de Beckett. En la Parte I, Molloy se compara con Belacqua del Purgatorio, Canto IV y Sordello del Purgatorio, Canto VI. También hay frecuentes referencias en Molloy a las distintas posiciones del sol, que trae a la mente fragmentos similares del Purgatorio.
El personaje Molloy cita a Geulincx, del que dice:

Yo, que amé la antigua figura de Geulincx, muerto joven; Geulincx, que me abandonó en el negro barco de Ulises, arrastrándome hacia el este por la cubierta

El propio Beckett parece aplicar en su concepción de la novela el principio dictado por Geulincx: el hombre no es actor, sino más bien espectador de sus propios actos, de un modo que ni él mismo llega a comprender.

## Textos críticos sobre Molloy
Los primeros textos publicados, aparte de la prensa son los de John Kobler y Evelyn Kobler en New American Library, en el año 1954.
- Julián Jiménez Heffernan, Tentativas sobre Beckett , traducido por Ricardo García Pérez

, Círculo de Bellas Artes, 2007, ISBN 8486418887
- Nodier Botero Jiménez, El mito en la novela del siglo XX: Joyce, Proust, Kafka, Hesse, Camus y Beckett; Ediciones Avance, 1985

## Ediciones
Primeras ediciones:
en francés: 1951, Editions de Minuit (ISBN 2707303348) Inmediatamente reimpresa ese año varias veces entre otros por Charles Massin et Cie, Editions ( ISBN 2707306282)
en inglés: 1955, Grove Press; traducción de Beckett y Patrick Bowles
en alemán:, ed. Suhrkamp, traducción de Erich Franzen (2ª edición de 1979), 204 páginas
en español: ed. Sur, Buenos Aires, 1961. 234 páginas
en eslovaco: 1975, ed. Cankarjeva založba, volumen 83 de Sto romanov, traducción de Aleš Berger, 216 páginas
en polaco: 1983 Ed. Wydaw. Literackie; traducción de Maria Leśniewska, ISBN 8308010482; 188 páginas;
en sueco: 1980, AWE/Geber,traducción de Lill-Inger Eriksson, ISBN 9120063482, 209 páginas
en catalán, con introducción de Ramón Lladó: 1990, Edicions 62, ISBN 842973080X, 352 páginas
en noruego: 1994, Cappelen, ISBN 8202147026, 217 páginas
en turco, como trilogía: 1997, ISBN 978 9755391526
en gallego: Editorial Galaxia, 2006; ISBN 8482889389 e ISBN 8496494756; 223 páginas;
ilustración de la cubierta de Fernando García Varela, traducción de Anxo A. Rei Ballesteros
Otras ediciones:
-1954:Suhrkamp Verlag KG, ISBN 3518020978
-1955: The Olympia Press
-1966:Calder and Boyars, ISBN 8525043834, 271 páginas
-1969: 3ª edición en Éditions de Minuit, 220 páginas
3ª edición en el Círculo de Lectores, 220 páginas
-1970: Grove Press, ISBN 0394475151, 241 páginas 
Ed. de Minuit, colección Jupiter books,295 páginas
Volumen 266 de El libro de bolsillo Alianza Editorial ISBN 8420612669, 215 páginas (traducción de Pere Gimferrer)
-1971: Calder and Boyars, ISBN 0714503851,188 páginas
-1973: Alianza editorial, 2ª edición ISBN 8420612669, 215 páginas
Calder and Boyars,,418 páginas
-1977: Grove Press, con el título Molloy: a novel, Volumen 8 de Works, Samuel Beckett
The collected works of Samuel Beckett, traducción de Patrick Bowles, 241 páginas
-1980: Alianza Editorial, ISBN 8420612669, 215 páginas 3º edición
-1982: Ed. de Minuit, ISBN 8420612669, 273 páginas
-1988: ed. Cankarjeva založba, en eslovaco, traducción de Aleš Berger ISBN 8636104742, 216 páginas
-1989:
- con el título Molloy: a novel por Grove Weidenfeld, ISBN 0802141285, 241 páginas Ilustración de la portada: fotografía de un ojo similar al de la película Film de Samuel Beckett

- AWE/Geber, traducción al sueco de Lill-Inger Eriksson, ISBN 9120077491, 208 páginas

1994: Grove Press, ISBN 0802151361, 256 páginas
-1995: Volumen 34 de Biblioteca de premios Nobel, ed. Altaya, traducción de Pere Gimferrer (1945-, ), ISBN 8448705351,218 páginas
-1996: Ed. Argo, traducción al checo de Tomáš Hrách, ISBN 807203040X, 174 páginas
-1997: Bertelsmann-Club, 236 páginas
-1999:Volumen 270 de la colección Palabra en el Tiempo, Editorial Lumen, ISBN 842641270X,, 232 páginas
-2001: Školska knjiga, ISBN 9530617143 en croata
-2002: Edicions 62, ISBN 8429751793, 204 páginas
-2003: Naxos Audiobooks, ISBN 9626347929
-2005: Ed. Einaudi, traducción de Aldo Tagliaferri, ISBN 880617617X, 222 páginas
-2006: Cappelen, ISBN 8202234395, 312 páginas Noruega
-2007: El Libro De Bolsillo. Alianza Editorial, ISBN8420660663, 245 páginas
-2009: en inglés, Faber And Faber Uk, ISBN 0571243711, 224 páginas
Reeditada en inglés como trilogía en un solo tomo a partir de 1959 primero por Evergreen books en el nª 71 de The traveller's companion series (ISBN 9040025746); por la editorial Calder and Boyars reeditado en 1966 ( ISBN 0714501123) y de nuevo por Calder publications, 1997.
Con el título: Three novels por la editorial Grove Press, en 1991 (ISBN 0802150918), 2009 (ISBN 0802144470). Por Riverrun Press de Nueva York en 1995 (ISBN 0614106117). En español el formato de la trilogía fue de tres libros independientes en estuche, realizado en 2006 en edición de bolsillo de Alianza Editorial.

## Adaptaciones
Existen lecturas en inglés de la novela realizadas por Jack McGowran